# Shirō Teshima
Shirō Teshima (手島 志郎?, Teshima Shirō; Prefettura di Hiroshima, 26 febbraio 1907 – 6 novembre 1982) è stato un calciatore giapponese, di ruolo attaccante.